# Přívoz Císařský ostrov – Troja

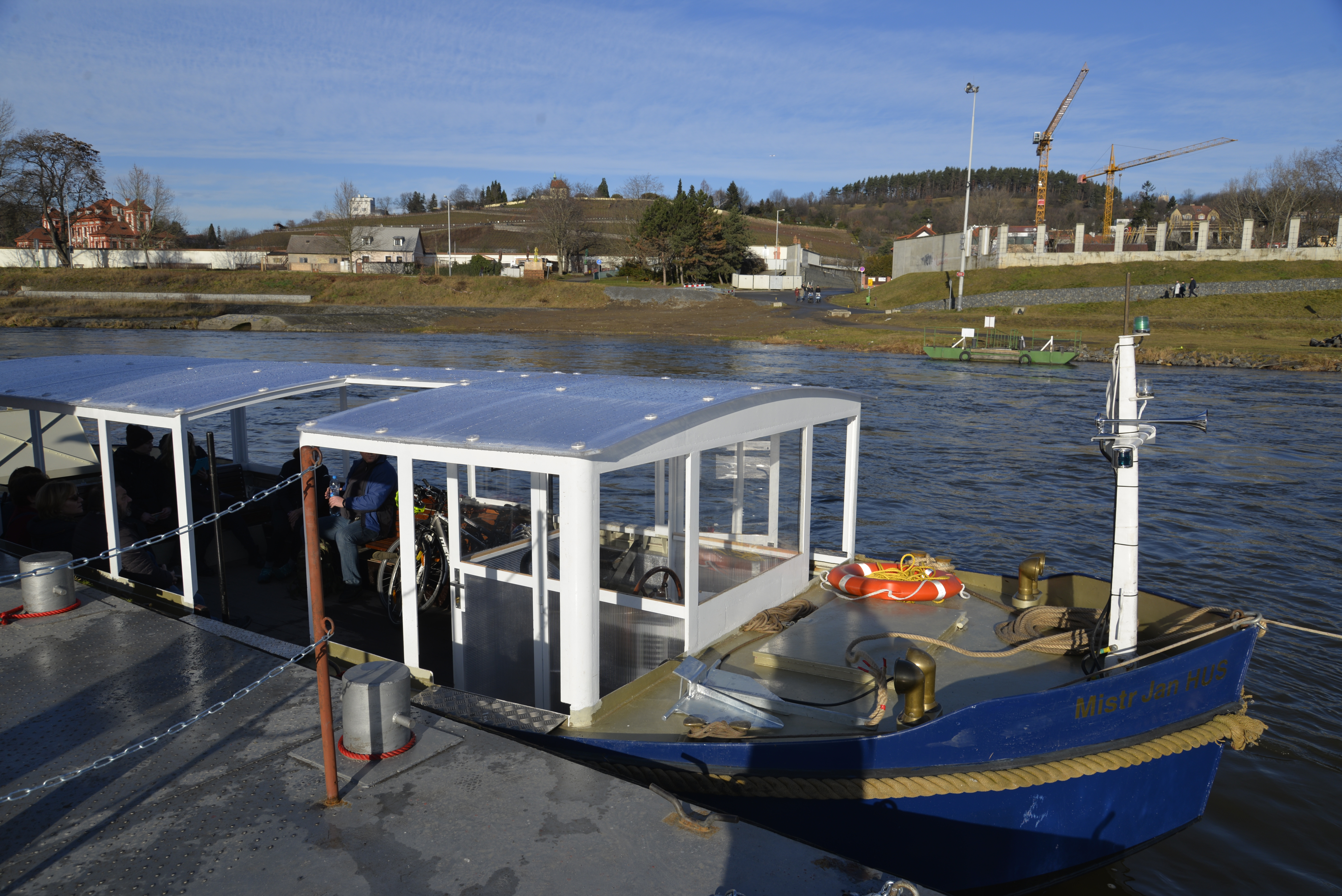
Loď Mistr Jan Hus

Přívoz Císařský ostrov – Troja, nazývaný také trojský přívoz, přes pravé vltavské rameno v Praze, končící na pravém břehu u osady Rybáře, byl poprvé doložen roku 1892, naposledy roku 1966. Později byl nahrazen pontonovým mostem a poté v roce 1984 visutou lávkou. Od 23. prosince 2017, po zřícení lávky, byl znovu zaveden jako přívoz P8 v rámci Pražské integrované dopravy jako náhradní doprava za zřícenou lávku (v databázích jízdních řádů pod číslem linky 1808).

## Původní přívoz

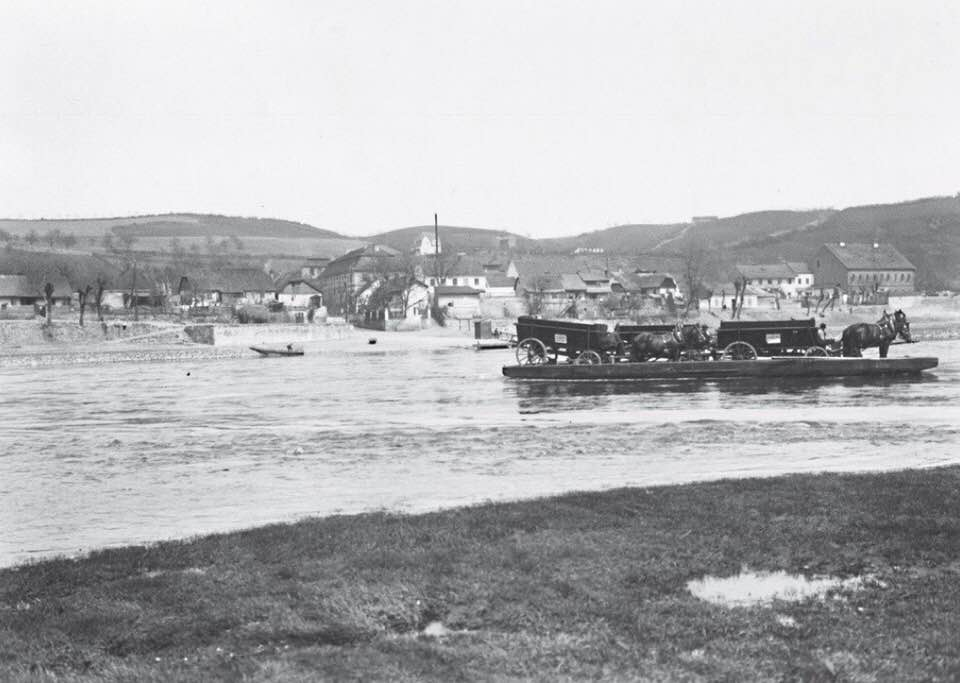
Historický přívoz Císařský ostrov - Troja

Přívoz zde byl poprvé doložen roku 1892, naposledy roku 1966.
Romantické zákoutí domů u přístaviště přívozu bylo inspirací pro mnoho malířů (Jiří Kars, Rudolf Kremlička atd.)

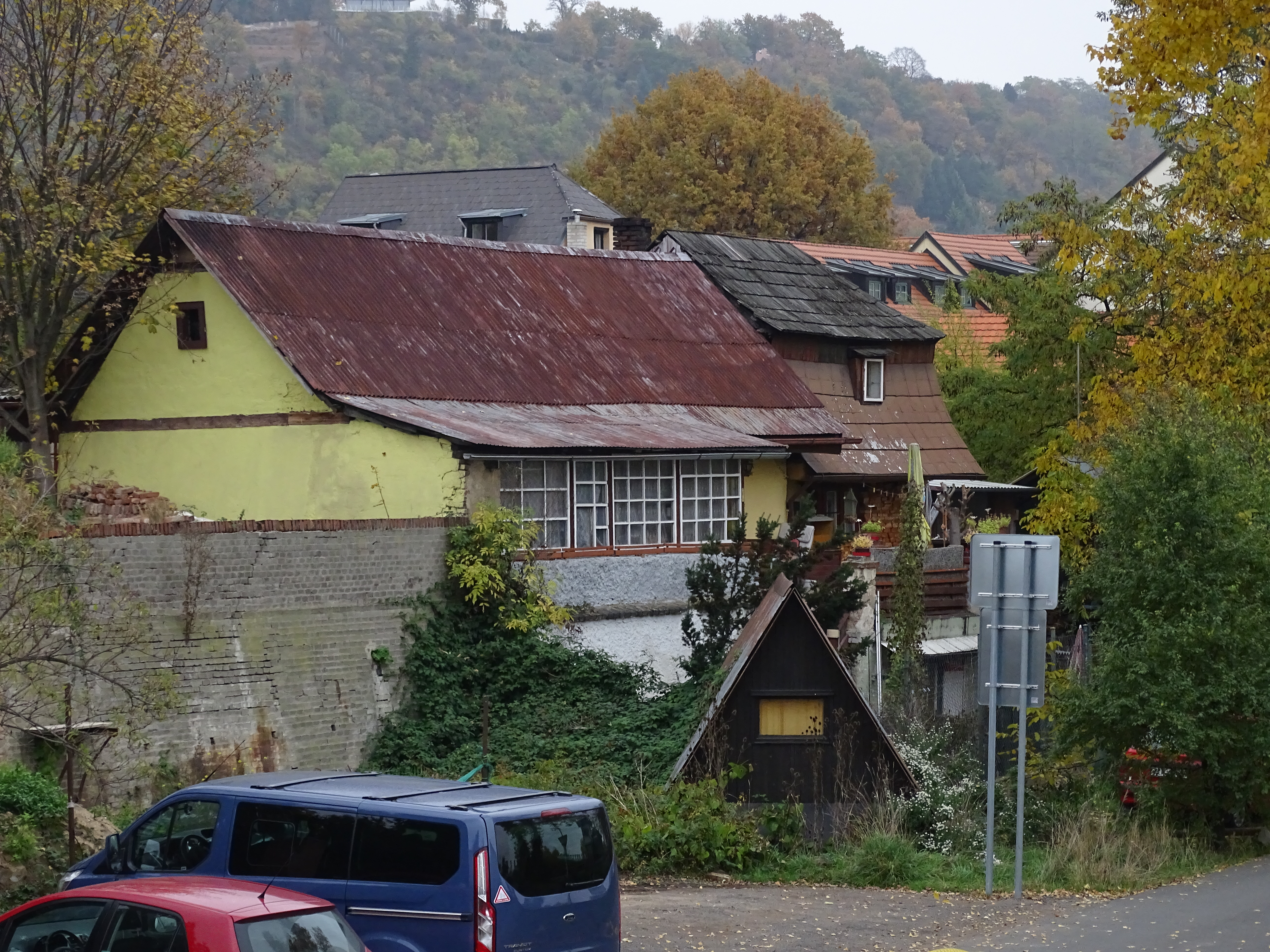
Bývalý převoznický a rybářský domek čp. 15, který byl neúspěšně navrhován na prohlášení za kulturní památku

Stavením zdejších převozníků a rybářů byl domek s dnešní adresou Povltavská 15/56 s historií sahající nejméně do 18. století. Řízení o prohlášení domku za kulturní památku skončilo negativně, celá osada Rybáře je však od roku 1991 vesnickou památkovou zónou..
Později byl nahrazen pontonovým mostem. Podle legendy byl most postaven proto, že po úmrtí posledního převozníka se nového nepodařilo najít. V roce 1984 byl nahrazen visutou lávkou.

## Linka P8

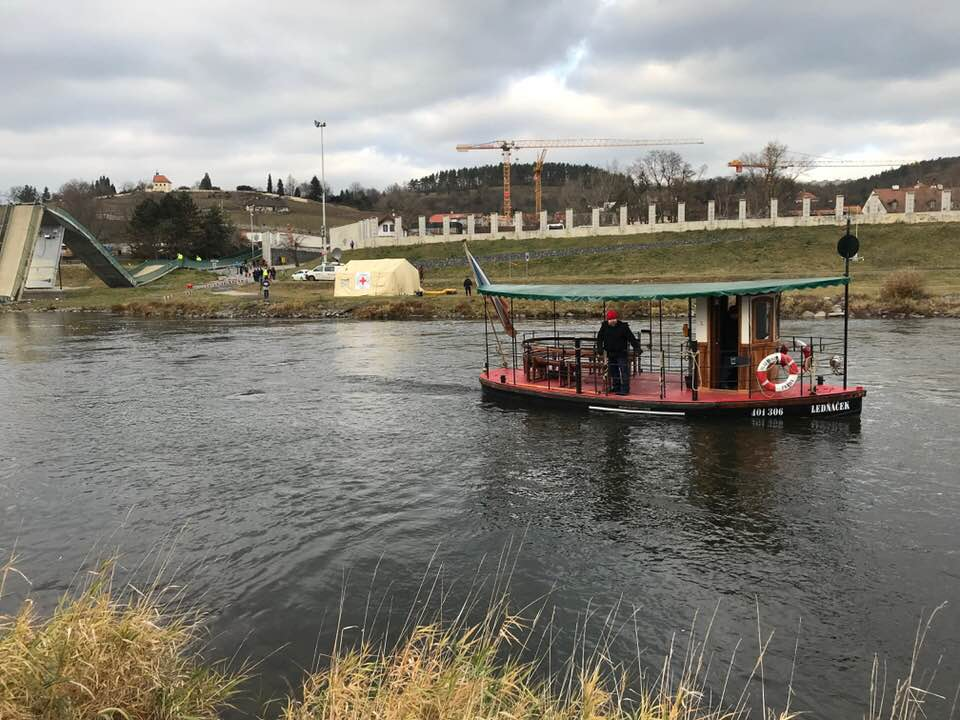
Zkušební plavba společnosti Pražské Benátky s.r.o. u zřícené lávky

Bezprostředně po zřícení Trojské lávky 2. prosince 2017 se začalo uvažovat o zřízení přívozu jako náhradní dopravy.
Pontonový most zde postaven být nemohl, protože ten lze podle zákona postavit jen v případě živelních katastrof.
Hned následující den, 3. prosince 2017, společnost Pražské Benátky, která v Praze provozuje většinu přívozů, vykonala zkušební plavbu s převozní lodí Ledňáček. Zkušební plavba byla provedena v prostoru tzv. Staré řeky, ve které je poměrně silný proud a volně umístěné kameny. Společnost přislíbila, že přívoz je schopna zajistit v nejbližší možné době.[zdroj?]

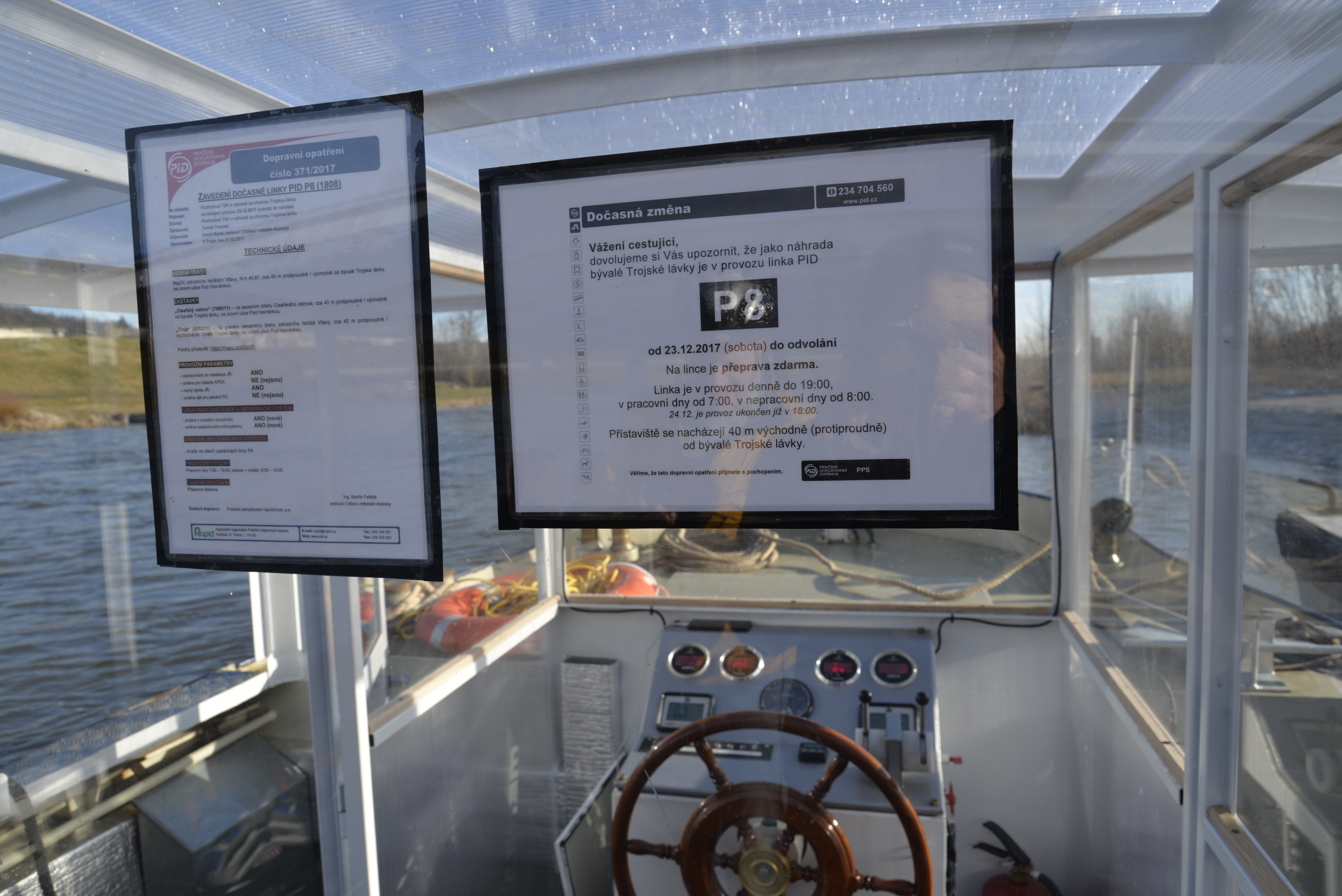
Kormidelnické místo na lodi Mistr Jan Hus

ROPID však jako provozovatele linky P8 (v databázích jízdních řádů pod číslem linky 1808) v rámci Pražské integrované dopravy vybral Pražskou paroplavební společnost, která již provozuje pravidelný přívoz na Štvanici. Přepravu zajišťuje převozní loď Mistr Jan Hus společnosti Evropská vodní doprava, postavená v roce 2016. Má dva elektromotory nabíjené pomocí generátoru a dva šrouby pohonu a může vézt 28 osob včetně kol a kočárků (pozdější zprávy uváděly kapacitu 30 cestujících). Při intervalu 10 minut, který je z technologického hlediska považován za minimální možný, tak přepravní kapacita činí kolem 250 cestujících za hodinu. V průběhu ledna měla být na břeh instalována přípojka pro noční dobíjení. Převozní loď jezdí upoutaná na ocelovém laně, které je nataženo nízko nad hladinou, takže znemožňuje plavbu jiných plavidel po proudu i proti proudu. Elektromotor je používán pouze k rozjezdu či manévrování v blízkosti přístavišť, jinak je loď poháněna proudem řeky nastavením lodi do příslušného úhlu. 
Pro provoz přívozu musela být Státní plavební správou udělena výjimka, protože toto rameno jinak není vedeno jako splavné pro všechna plavidla. Provoz přívozu musí být zastaven, pokud na profilu Praha-Chuchle přesáhne průtok 150 m3/s, průměrný roční průtok na profilu v Chuchli je přitom 143 m3/s. Státní plavební správa nechala v blízkosti přívozu nainstalovat blíže nespecifikované „zařízení“, které má znázorňovat limitní průtok, aby převozníci mohli rychleji reagovat na zastavení či opětovné zprovoznění přívozu. Kromě upozornění na webu Ropidu chtěla Pražská paroplavební společnost u přívozu vyvěsit vlajky či cedule, aby bylo již z dálky lépe vidět, zda doprava funguje, nebo je mimo provoz.
Přívoz zahájil provoz v sobotu 23. prosince 2017 a má být v provozu do odvolání, než se podaří zajistit spojení jiným způsobem. V provozu je v pracovní dny od 7 do 19 hodin, o víkendech a svátcích od 8 do 19 hodin. Interval je dvacetiminutový, ve špičkách pracovního dne desetiminutový. Cestující jsou přepravováni bezplatně.
Za první den bylo přepraveno 650 cestujících.
Ve středu 27. prosince 2017, první pracovní den po vánočních svátcích, přívoz dopoledne od půl desáté do dvanácté hodiny nejezdil kvůli technické závadě.
Koncem ledna 2018 po schůzce představitelů radnic a městských organizací starosta městské části Praha-Troja sdělil, že do konce týdne by hlavní město Praha mělo objednat do stopy historického přívozu mezi Trojou a Císařským ostrovem těsně nad zřícenou lávkou velkokapacitní přívoz, který by pojal až 200 cestujících a mohl by plout i při výrazně vyšším průtoku vody a závěsná lana by měl mít v takové výšce, aby neohrozila vodáky v peřejích. Přívoz měl vyplout v květnu 2018. Podle článků z počátku června 2018 nasazení nové, větší lodi mělo být možné nejdříve na konci června. Nové plavidlo s kapacitou 100 cestujících (tedy pro hodinovou kapacitu přívozu 600 cestujících v jednom směru) o rozměrech 15×5 metrů měla vyjít město na tři a půl milionu korun a podle zprávy z 13. července 2018 měla být spuštěna 23. července 2018 či v týdnu od 23. července, což je předběžný termín, protože loď ještě musí získat potřebná povolení a kvůli nižšímu stavu vody ji zřejmě bude nutné na místo dopavit po souši. Novou loď připravuje Pražská paroplavební společnost. Nová loď by měla být odolnější vůči výkyvům průtoku Vltavy.
Nová loď, nazvaná Troja, má ponor 45 centimetrů, délku 15 metrů, šířku 4 metry a kapacitu 100 cestujících. Poprvé vyplula v pátek 3. srpna 2018. Provoz přívozu musí být zastaven, pokud na profilu Praha-Chuchle přesáhne průtok 170 m3/s.
Provizorní lávka v místě původní lávky by podle sdělení starosty z ledna 2018 měla být zprovozněna v květnu 2019, po jejím dobudování má město vypsat soutěž na vybudování trvalé lávky.
Nová Trojská lávka byla otevřena 22. října 2020 a tím skončil i provoz přívozu P8.